# Coccobius longifuniculatus
Coccobius longifuniculatus är en stekelart som beskrevs av Huang 1994. Coccobius longifuniculatus ingår i släktet Coccobius och familjen växtlussteklar. Inga underarter finns listade i Catalogue of Life.